# Marietta leopardina
Marietta leopardina är en stekelart som beskrevs av Victor Ivanovitsch Motschulsky 1863. Marietta leopardina ingår i släktet Marietta och familjen växtlussteklar. Inga underarter finns listade i Catalogue of Life.